# The Time of Our Lives (pesem, Miley Cyrus)
"The Time of Our Lives" je electropop pesem ameriške pevke in tekstopiske ter igralke Miley Cyrus. Pesem je nastala pod vplivom dance popa in synthpopa. Je četrta pesem iz prvega EP-ja Miley Cyrus, imenovanega The Time of Our Lives, ki je izšel leta 2009.

## Ozadje
Pesem "The Time of Our Lives" vsebuje zvrsti, kot so electropop, dance pop in teen pop. Besedilo govori o končani zabavi in o tem, kako ostati dober prijatelj.
Pesem "The Time of Our Lives" so napisali Lukasz Gottwald, Claude Kelly in pevka ter tekstopiska Ke$ha Sebert, skupaj z mamo Sebertove, Pebe Sebert.

## Dosežki
Pesem "The Time of Our Lives" se je uvrstila na tri pomembnejše glasbene lestvice: Canadian Hot 100, Bubbling Under Hot 100 in Hot Digital, vse zaradi velikega kupovanja in nalaganja pesmi prek interneta.
Ob koncu tedna 16. januarja 2010 je pesem pristala na enainpetdesetem mestu lestvice Canadian Hot 100. V istem tednu si je priborila triindvajseto mesto na glasbeni lestvici Bubbling Under Hot 100 Singles U.S. Chart.

## Dosežki na lestvicah
| Lestvica (2010)             | Dosežek |
| --------------------------- | ------- |
| Canadian Hot 100            | 51      |
| U.S. Bubbling Under Hot 100 | 23      |